# Gagny
Die französische Stadt Gagny ist ein östlicher Vorort von Paris mit 40.790 Einwohnern (Stand 1. Januar 2022). Sie gehört zum Département Seine-Saint-Denis und grenzt im Osten an das Département Seine-et-Marne. Gagny erstreckt sich über 3,3 Kilometer von Norden nach Süden und über 4,4 Kilometer von Osten nach Westen.
Gagny ist von sieben Städten umgeben: Villemomble und Le Raincy im Westen, Montfermeil und Clichy-sous-Bois im Norden, Neuilly-sur-Marne und Gournay-sur-Marne im Süden und Chelles im Osten. Die Bewohner der Stadt nennen sich Gabiniens.

## Geschichte
Der Name der Stadt leitet sich von Gannius ab, der zur Römerzeit der Eigentümer des Gebietes war. Im 11. Jahrhundert gründete Adèle de Champagne ein Kloster. Im 13. Jahrhundert stand die Stadt unter der Lehnsherrschaft von Etienne de Gagny, Gemahl von Béatrice von Montfermeil.
Die Französische Revolution nahm dort eine gewalttätige Wendung. Nachdem die Kirche nicht mehr benutzt wurde, verwandelte man sie in einen Tempel der Vernunft (frz. Temple da la Raison). 1814/15 war Gagny von alliierten Truppen besetzt und stand 1870 unter preußischer Besatzung.
Hier spielte sich auch die Episode der Taxis de la Marne ab. Während des Ersten Weltkriegs wurden in der Nacht vom 6. zum 7. September 1914 vor dem Rathaus von Gagny die konfiszierten Renault-Taxis zusammengestellt, um von hier aus 6000 Rekruten und Reservisten an die Front in der Nähe von Nanteuil-le-Haudouin zu befördern, wo der deutsche Angriff zurückgeschlagen wurde. Bei diesem Akt der Verzweiflung kamen auf den Taxametern insgesamt 70 000 Francs Fahrtkosten zusammen.
Das Kriegerdenkmal  wurde 1920 errichtet.

## Sehenswürdigkeiten

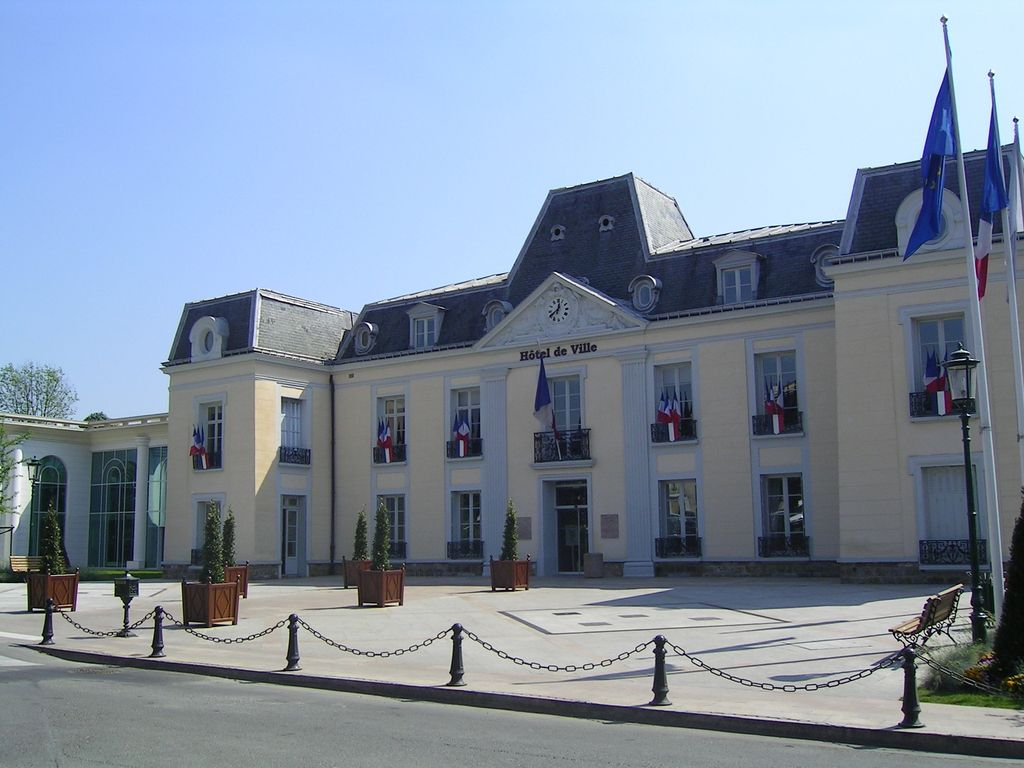
Hôtel de Ville

- See des Weißen Hauses (Étang de la Maison blanche), Parc Courbet

Die Stadt verfügt über ein reges kulturelles Leben und vielfältige sportliche Angebote. Parks und Grünflächen geben Gagny eine hohe Lebensqualität.

## Persönlichkeiten
- Antoine Alphonse Chassepot (1833–1905), Erfinder des Chassepotgewehrs, das bei der französischen Armee sehr häufig verwendet wurde, hatte hier seinen Wohnsitz
- Manuel Ferrara (* 1975), Pornodarsteller

## Städtepartnerschaften
- Bezirk Charlottenburg-Wilmersdorf in Berlin, Deutschland (seit 2001, seit 1992 mit Bezirk Wilmersdorf)
- Minden, Deutschland (seit 1975)
- London Borough of Sutton, Vereinigtes Königreich (seit 1974)
- Gladsaxe, Dänemark (seit 1975)
- Tavarnelle Val di Pesa, Italien (seit 1967)